# Beaune-la-Rolande
 Beaune-la-Rolande  es una población y comuna francesa, situada en la región de Centro, departamento de Loiret, en el distrito de Pithiviers y cantón de Beaune-la-Rolande.

## Demografía
| 1758 | 1792 | 1929 | 1928 | 1877 | 2102 |
| Para los censos de 1962 a 1999 la población legal corresponde a la población sin duplicidades (Fuente: INSEE [Consultar]) |      |      |      |      |      |